# Indumil
L’Indumil (pour Industria Militar) est le nom actuel des arsenaux colombiens. Leur siège social est à Bogota et leur effectif est d'environ 500 employés[Quand ?].
Indumil a le monopole, d’après la Constitution de la Colombie, de la production, importation et exportation d’armes à feu, de munitions et d’explosifs dans ce pays.

## Historique
Ils ont été fondés en 1908 au sein du Taller Nacional de Artes Mecánicas en français : « L'atelier national des arts mécaniques » dépendant du ministère de la guerre. 
En 1954, ils devinrent autonomes au sein de l'Indumil et de nouvelles usines sont construites en 1954 et 1964. Celles-ci portent le nom de militaires colombiens célèbres, 3 sont en service en 2008 et produisent des explosifs, des armes légères et des munitions civiles et militaires. Elles ont obtenu des licences de productions de la part de Llama Gabilondo y Cia SA (revolvers Llama Martial) et de IMI (Galil et Galil ACE - 45 000 fusils par an en 2006 et pistolets Jericho FL). La firme israélienne a aidé à la modernisation des installations industrielles.
À la suite du conflit armé colombien où les divers groupes criminels et de guérilla tentent de s'emparer du matériel des forces gouvernementales, les standards de marquage et de traçage de la production sont élevés. 
En 2000, l'entreprise a eu la norme de qualité ISO 9002.
En 2017, Indumil, forte d’un brevet d'un dérivé de la dynamite (l’Indugel), a vu sa production d’explosifs à destination des compagnies de travaux publics sud-américaines (excavations minières et tunnels) prendre le pas sur celle des charges militaires d’obus et de bombes.

## Produits
Indumil produit une large gamme d'explosifs ainsi que tout le matériel nécéssaire à son utilisation. L'entreprise fabrique aussi une large gamme de munitions pour les armes civiles et militaires qui peuvent alimenter des pistolets, revolvers, fusils d'assaut, mitrailleuses ou fusils à pompe,. L'entreprise propose aussi un kit d'entrainement pour chien qui consiste en plusieurs flacons de matières explosives. On trouve aussi dans la gamme un robot militaire qui peut déminer mais aussi fouiller dans les zones dangereuses comme après une catastrophe.

### Armes civiles et militaires
L'entreprise produit :
- le Pistolet Córdova (es) qui existe en version tactique, compacte ou standard. C'est un pistolet semi-automatique qui arme les forces de l'ordre colombiennes ainsi que l'armée nationale colombienne.
- le Revolver Ultra Scorpio
- le fusil Santander monocoup de calibre 12
- différentes versions du Galil ACE
- des fusils, munitions de mortier, grenades et bombes aériennes d'entrainement fumigènes
- des grenades, bombes aériennes et munitions de mortier
- le lance-grenades MGL MK – 1[8]
- le lance-grenades IMC-40 (es)
- la mine antichar IMC 30 CT[9]

## Usines
- Fabrique d'armes et de munitions légères José Maria Cordova. Cette usine a détruit le stock de mines anti-personnel de l'armée colombienne entre 1999 et 2005[10].
- Fabrique d'explosifs Antonio Ricaute à Sibaté.
- Fabrique métallurgique Santa Bárbara à Sogamoso, fabriquant des obus d'artillerie, des blindés légers[Lesquels ?] ainsi que du blindage[11]. Elle travaille aussi pour le secteur civil.

## Sources
Cette notice est issue de la lecture des revues spécialisées de langue française suivantes :
- Cibles (Fr)
- AMI (B, disparue en 1988)
- Gazette des Armes (Fr)
- Action Guns  (Fr)
- Raids (Fr)
- Assaut (Fr)